# Mina Sundwall

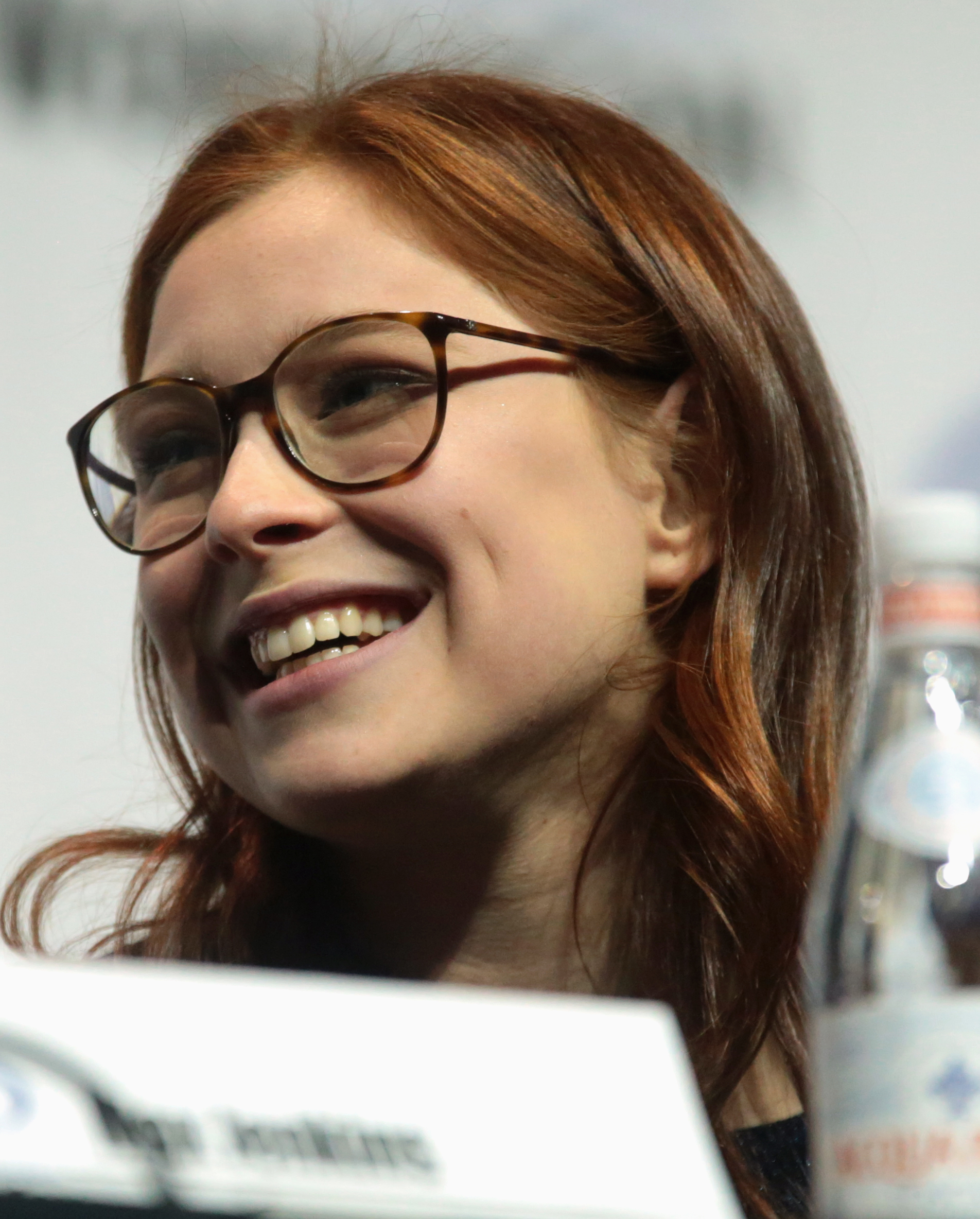
Mina Sundwall auf der WonderCon 2018

Mina Sundwall (* 23. Oktober 2001 in New York City, New York) ist eine US-amerikanische Schauspielerin. Bekanntheit erlangte sie vor allem durch die Rolle der Penny Robinson aus der Serie Lost in Space – Verschollen zwischen fremden Welten.

## Leben und Karriere
Mina Sundwall wurde in New York als Tochter eines Schweden und einer Italienerin geboren. Neben Englisch und Französisch spricht sie daher auch Schwedisch und verbrachte einen Teil ihrer Kindheit in Europa. Bis 2019 besuchte sie die United Nations International School in ihrer Heimatstadt und zog anschließend nach Los Angeles, um ihre Schauspielkarriere vorantreiben zu können. Daneben nahm sie ein Masterstudium der Psychologie auf. Einen Teil ihrer Schauspielausbildung absolvierte sie am New Yorker Lee Strasberg Theatre and Film Institute.
Das erste Mal vor der Kamera war Sundwall als Achtjährige im Kurzfilm Objects in Mirror Are Closer Than They Appear zu sehen. Nach einigen kleineren Filmrollen, trat sie 2012 in einer Episode der Reality-Serie Celebrity Ghost Stories auf. 2014 hatte sie einen kurzen Auftritt im Thriller A Good Marriage, ohne allerdings im Abspann erwähnt zu werden. 2015 war sie in einer Nebenrolle in der Romantischen Komödie Maggies Plan an der Seite von Greta Gerwig, Ethan Hawke und Julianne Moore zu sehen. Ein Jahr darauf war sie als Maya Kelder in Freeheld – Jede Liebe ist gleich erneut in einem Film zusammen mit Julianne Moore zu sehen. Für die Serie Lost in Space – Verschollen zwischen fremden Welten des Streaminganbieters Netflix, die ein Remake der gleichnamigen Serie aus den 1960er Jahren darstellt, wurde Sundwall als Penny Robinson in einer Hauptrolle besetzt. 2018 wurde die erste Staffel, 2021 die dritte und letzte Staffel der Serie veröffentlicht. 2020 und 2021 war sie als Lita in einer Nebenrolle in der fünften und der sechsten Staffel von Legends of Tomorrow zu sehen.

## Filmografie (Auswahl)
- 2010: Objects in Mirror Are Closer Than They Appear (Kurzfilm)
- 2012: Celebrity Ghost Stories (Fernsehserie, Episode 4x13)
- 2013: The Water Gun Chronicles (Kurzfilm)
- 2014: First Prize (Kurzfilm)
- 2014: A Good Marriage
- 2014: Law & Order: Special Victims Unit (Fernsehserie, Episode 16x06)
- 2015: Maggies Plan (Maggie's Plan)
- 2015: Freeheld – Jede Liebe ist gleich (Freeheld)
- 2015: #Horror
- 2017: Un vase à Chinatown (Kurzfilm)
- 2018–2021: Lost in Space – Verschollen zwischen fremden Welten (Lost in Space, Fernsehserie, 28 Episoden)
- 2020–2021: Legends of Tomorrow (Fernsehserie, 8 Episoden)
- 2023: Jesus Revolution
- 2023: The Graduates